# Limite explosivo
Limites explosivos ou limites de explosividade ou inflamabilidade são os limites de concentração entre os quais uma mistura gasosa é explosiva ou inflamável.
Essas misturas são expressas em percentagens em relação ao volume de gás ou vapor no ar, e são determinados a pressão e temperaturas normais para cada substância.
São definidos dois limites:
Limite Inferior de Explosividade (LIE): É a menor concentração de uma substância que misturada com o ar forma uma mistura inflamável.
Limite Superior de Explosividade (LSE): É a maior concentração de uma substância que misturada com o ar forma uma mistura inflamável.
Uma mistura abaixo do limite inferior é dita "pobre" e uma mistura acima do limite superior é dita "rica". Tanto a mistura "rica" como a "pobre" estão fora dos limites para poderem queimar ou explodir.
Exemplo dos limites de algumas substâncias:
Etanol 3,5%-15%
Acetileno 1,50%-82%
Acetona 2,50%-13%
Amoníaco 15%-28%
Benzina 0,7%-8%
Butano 1,50%-8,50%
Hidrogênio 4%-75,60%
Gasolina 1,4%-7,6%